# Усердное
Усердное (каз. Усердное) — упразднённое село в Жамбылском районе Северо-Казахстанской области Казахстана. Входило в состав Казанского сельского округа. Код КАТО — 594645500. Ликвидировано в 2013 г.

## География
Расположено около озера Курганское.

## Население
В 1999 году население села составляло 223 человека (113 мужчин и 110 женщин). По данным переписи 2009 года, в селе проживало 52 человека (29 мужчин и 23 женщины).